# Hanyu
Hanyu (Japans: 羽生市, Hanyū-shi) is een stad in de prefectuur  Saitama, Japan. In 2013 telde de stad 55.273 inwoners. Hanyu maakt deel uit van de metropool Groot-Tokio.

## Geschiedenis
Op 1 september 1954 werd Hanyu benoemd tot stad (shi).

## Partnersteden
- Baguio, Filipijnen sinds 1969
- Kaneyama, Japan sinds 1982
- Durbuy, België sinds 1994

Steden:
Ageo · Asaka · Chichibu · Fujimi · Fujimino · Fukaya · Gyoda · Hanno · Hanyu · Hasuda · Hidaka · Higashimatsuyama · Honjo · Iruma · Kasukabe · Kawagoe · Kawaguchi · Kazo · Kitamoto · Koshigaya · Konosu · Kuki · Kumagaya · Misato · Niiza · Okegawa · Saitama (hoofdstad) · Sakado · Satte · Sayama · Shiki · Shiraoka · Soka · Toda · Tokorozawa · Tsurugashima · Wako · Warabi · Yashio · Yoshikawa

Districten:
Chichibu · Hiki · Iruma · Kitaadachi · Kitakatsushika · Kodama · Minamisaitama · Osato
Gemeenten per district